# Тіріч (Румунія)
Тіріч (рум. Tirici) — село у повіті Хунедоара в Румунії. Адміністративно підпорядковане місту Петріла.
Село розташоване на відстані 236 км на північний захід від Бухареста, 63 км на південний схід від Деви, 146 км на південь від Клуж-Напоки, 129 км на північ від Крайови.

## Населення
За даними перепису населення 2002 року у селі проживали 67 осіб, усі — румуни. Усі жителі села рідною мовою назвали румунську.